# José Manuel Marroquín
José Manuel Marroquín Ricaurte (Bogotá, 6 de agosto de 1827-Bogotá, 19 de septiembre de 1908)  fue un escritor, humanista, estadista, periodista y político colombiano. Fue presidente de Colombia entre el 31 de julio de 1900 y el 7 de agosto de 1904. Miembro del Partido Conservador Colombiano.
Llamado "El Señor de Yerbabuena" debido a que era administrador de la finca familiar Yerbabuena.
Como escritor, se considera uno de los exponentes del género costumbrista en Colombia, cofundador de la Academia Colombiana de la Lengua. Entre sus obras escribió cuatro novelas: El Moro, Entre primos, Blas Gil y Amores y leyes; y también artículos literarios, tanto en prosa como en verso. También destacó como periodista, fundó con sus colegas el periódico El Mosaico, colaborando con Jorge Isaacs, Eugenio Díaz Castro y José María Vergara.
Pese a que estaba en contra de las malas prácticas políticas, fungiendo como vicepresidente de Colombia entre 1898 y 1900, le dio golpe de Estado a su fórmula presidencial y tomó el poder, gracias a un complot con los miembros de los partidos políticos tradicionales. Fue presidente entre 1900 y 1904, gracias a un golpe de Estado cívico y es recordado como un gobierno corrupto, poco experimentado y abiertamente ineficaz, a pesar de haber sido un gobierno conformado por intelectuales y eruditos, incluyendo al mandatario Marroquín.
Bajo su gobierno el departamento de Panamá se separó de Colombia gracias al apoyo militar y económico de los Estados Unidos. También dio cierre a la Guerra de los Mil Días que inició unos meses antes de iniciar su gobierno. Durante su gobierno se firmó el tratado Herrán-Hay, donde Colombia le cedía los derechos del Istmo de Panamá a los estadounidenses. También se organizó el sistema educativo a nivel nacional y se fundó la Academia Colombiana de Historia.

## Biografía
José Manuel Marroquín Ricaurte nació en Santa fé de Bogotá, el 6 de agosto de 1827, en el hogar formado por José María Marroquín y Trinidad Ricaurte Nariño, dueños de la hacienda Yerbabuena. Sus padres murieron cuando aún era un niño, por lo que su educación quedó a cargo de sus tías. A pesar de ello, el patrimonio familiar le permitió educarse con calidad.

### Trayectoria

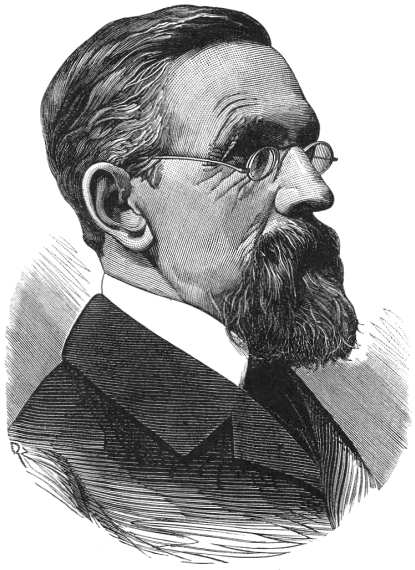
Grabado de Marroquín, Papel Periódico Ilustrado, 1882.

Estudió en la escuela de Mateo Esquaqui, y luego ingresó al Seminario Conciliar de la Compañía de Jesús en Bogotá, donde cursó literatura y filosofía, a pesar de que no se graduó como universitario y de que se fugó de allí. Posteriormente estudió jurisprudencia en el Colegio de San Bartolomé.
Se dedicó al periodismo, y con los escritores José María Vergara y Eugenio Díaz Castro participó en el periódico El Mosaico. En este periódico llegó a dar empleo al escritor Jorge Isaacs por breve tiempo. También se dedicó a la administración de su hacienda, por lo que se le llegó a conocer como "El Castellano de Yerbabuena" y el "Señor de Yerbabuena".
En 1871 hizo parte de los estudiosos que fundaron la Academia Colombiana de la Lengua, dirigidos por los escritores y políticos conservadores Rufino José Cuervo, Miguel Antonio Caro y José María Vergara y Vergara, quienes eran miembros correspondientes de la Academia Española. La academia es la más antigua de su tipo en América Latina.
En su labor docente, dictando clases en un colegio que el mismo fundó en su Hacienda de Hierbabuena, Marroquín se dedicó a la elaboración de textos didácticos; se destacan entre ellos, Lecciones de urbanidad, adaptado a las costumbres colombianas; Tratados de Ortología y Ortografía de la Lengua castellana, con numerosas ediciones en Colombia y en otros países de Hispanoamérica; Lecciones elementales de retórica y poética; Diccionario ortográfico y Exposición de la Liturgia. El colegio adoptó la regla de los jesuitas en cuanto a la necesidad de vigilar completamente a los estudiantes, en todo momento, incluso en las becerradas y frecuentes representaciones teatrales.
Marroquín destacó como escritor costumbrista, satírico y erudito. Colaboró en varias publicaciones periódicas; escribió obras didácticas, calificadas como "trabajo perfecto" por el académico español Juan Eugenio Hartzenbusch. Asimismo, artículos de costumbres, literarios y filológicos; estudios biográficos e históricos y muchas poesías de carácter festivo.

### Candidatura presidencial
En 1898 el ambiente político era tenso, dada la polarización que vivía el país a causa de la Regeneración iniciada por Rafael Núñez en 1886 cuando era presidente del país. El entonces presidente Miguel Antonio Caro (amigo de vieja data de Marroquín) apostó por continuar con su legado apoyando la candidatura de un octogenario e influyente abogado llamado Manuel Antonio Sanclemente, de la facción conservadora nacionalista.
Marroquín fue llamado a ser la fórmula vicepresidencial de Sanclemente cuando tenía 71 años. La razón por la que Caro apostó por dos ancianos para sucederlo era la viabilidad que tenía para influenciar sus decisiones y porque se encontraba inhabilitado para candidatearse de nuevo para las elecciones de 1898. Pese al apoyo del presidente de turno, Marroquín no había tenido ninguna experiencia política previa.
Sanclemente y Marroquín se enfrentaron a los liberales, dirigidos por Miguel Samper Agudelo; y contra los conservadores puristas, liderados por el veterano militar Rafael Reyes Prieto. Pese a que se sabía desde el comienzo que la contienda podría ganarla Samper, inesperadamente Sanclemente y Marroquín barrieron en las elecciones, no exentos de sospechas de fraude electoral.

### Vicepresidencia (1898-1900)

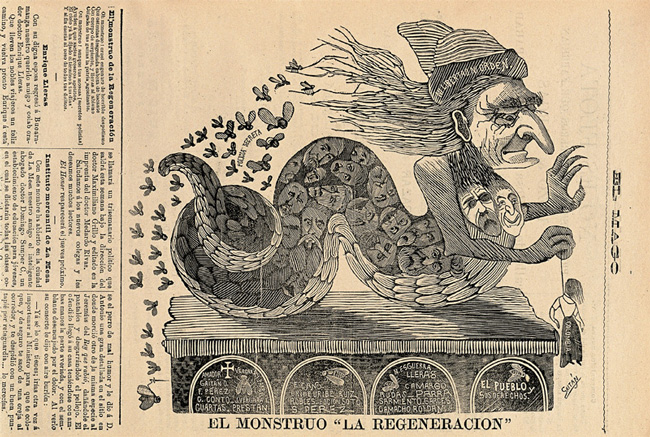
Alegoría a La Regeneración, en la que se muestra a un monstruo con la cara del presidente Sanclemente, y al vicepresidente Marroquín en el lado derecho del pecho de la bestia.

Elegido Sanclemente, éste tuvo que encargarle el poder a Marroquín quien ejerció la presidencia provisional entre el 7 de agosto y el 3 de noviembre de 1898, dado que siendo octogenario y con origen de tierra cálida (nacido en Buga, Valle del Cauca) Sanclemente sufrió una desmejora en su salud. Marroquín entonces asumió la presidencia interina mientras Sanclemente se recuperaba. 
Entre las medidas que adoptó Marroquín se encontraban la derogación de facultades extraordinarias dadas al presidente en la Constitución de 1886, la adopción de una ley de prensa impulsada por el liberal Rafael Uribe Uribe, y la relajación de las medidas represivas del sistema electoral colombiano vigente en ese momento. Sin embargo, cuando Sanclemente recuperó el poder, se mostró en contra de las medidas adoptadas por su vicepresidente, lo cual derribaría en una conspiración que lo sacaría del poder dos años después.
El 17 de octubre de 1899 se desató la Guerra de los Mil Días, ocasionada por la negativa de Sanclemente de darle participación a los liberales en el poder. Marroquín tampoco hizo nada por evitar el inicio de las hostilidades.

### Presidencia (1900-1904)

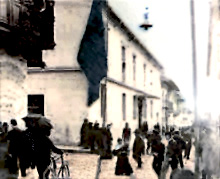
La bandera del golpe izada en el Palacio de San Carlos, Bogotá, 1 de agosto de 1900, anunciando el Golpe de Estado.

Marroquín encabezó una rebelión del Partido Conservador que estableció una alianza con el jefe del Partido Liberal, Aquileo Parra, deponiendo al presidente Sanclemente del Partido Nacional, el 31 de julio de 1900, estando el anciano presidente retirado en Villeta (Cundinamarca), por su intolerancia al clima de Bogotá.
En la mañana comenzaron las primeras acciones hasta que a casi la media noche del 31 de julio, los cañones de la Plaza de Bolívar estallaron al unísono, dando el anuncio de la caída de Sanclemente y el comienzo de la era Marroquín en lo que se conocería como el golpe de Estado de 1900. La conspiración, que se venía tramando desde finales del mes, se nutrió del resentimiento cosechado por Marroquín desde 1898 y del interés de los conservadores por controlar el gobierno sin dar participación a los liberales. La rebelión tomó por sorpresa a Caro, quien no previó que Marroquín fuera capaz de tal acto. Asumió el poder con 72 años y una de sus primeras medidas consistió en poner bajo arresto a Sanclemente, a quien se acusó de ser un senil y ser incapaz de gobernar durante la guerra.
En este gobierno se desarrolló la Guerra de los Mil Días, entre las guerrillas liberales y tropas del gobierno conservadores y se dio fin a la misma con los tratados de Neerlandia, Chinácota y del Wisconsin, con un saldo de 100 000 muertos. Se reformó el modelo educativo en Colombia con la Ley 39 de 1903, y se fundó la Academia Colombiana de Historia.Además se realizó la consagración del país a la devoción del Sagrado Corazón de Jesús. Ése hecho derivó en la denominación popular de Colombia como el "País del sagrado corazón". La devoción se celebraba cada 28 de junio como fiesta nacional, hasta 1994.

#### Economía
Marroquín recibió un estado en plena guerra civil, y la mayor parte de su período las finanzas estatales giraron en torno a la financiación del conflicto. La inflación rebasó los niveles normales del mercado y la economía nacional terminó arruinada por el largo conflicto. Esos niveles inflacionarios terminaron por alejar a los inversionistas extranjeros del país, sumado a que se ordenó de forma descontrolada la emisión de papel moneda para intentar frenar el déficit fiscal.
En adición, había recibido del anterior gobierno la caída de la cotización internacional del café en 1896, lo que generó un descontento importante entre los cafeteros del país. Sus medidas arancelarias no mejorar el problema, ya que de manera negligente Marroquín grabó más las exportaciones.

#### La pérdida de Panamá y relación con los Estados unidos.

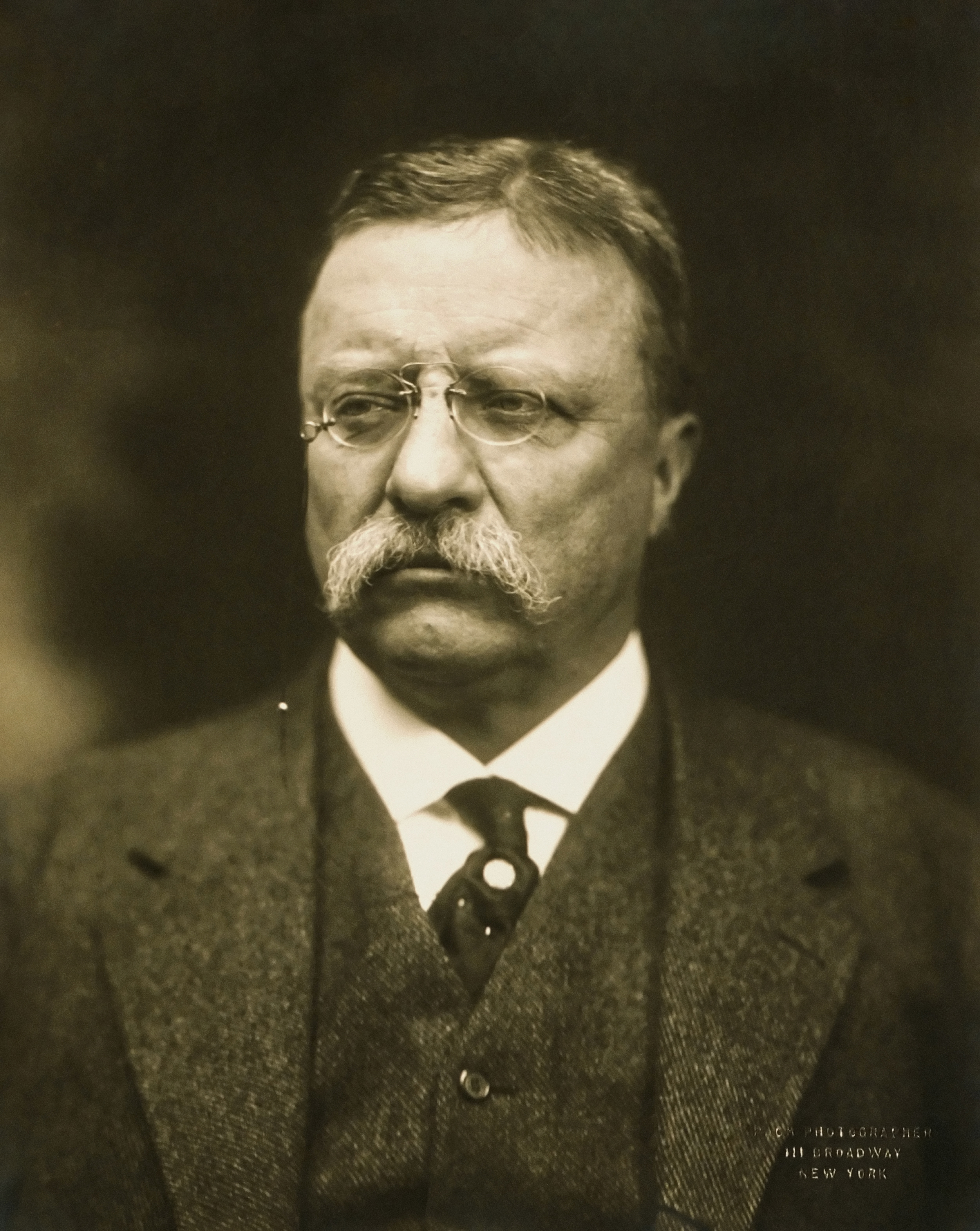
Teddy Roosevelt, presidente estadounidense a la fecha de los hechos

Debido al estado de ingobernabilidad en que se encontraba el país por la Guerra de los Mil Días, los Estados Unidos aprovecharon la coyuntura para imponer un tratado que le concedía privilegios sobre el territorio panameño, con el objeto de construir un canal interoceánico. Dicho tratado recibió el nombre de Herrán-Hay y principalmente otorgaba a los Estados Unidos una franja de 5 kilómetros de lado y lado del canal y control sobre las costas marítimas.
El gobierno de Marroquín apoyó el tratado pero el senado colombiano, controlado e influenciado por Miguel Antonio Caro, lo rechazó, lo que desató la furia del presidente Theodore Roosevelt, el cual decidió apoyar a Panamá en sus intenciones separatistas. 
El tratado Herrán-Hay tiene sus antecedentes en el infame Tratado Hay-Pauncefotese de 1901, con el cual los gobiernos de Estados Unidos y Reino Unido declaraban su interés de establecer relaciones comerciales con Panamá, declarando la zona como de importancia económica, y permitiendo la intervención norteamericana en la zona, dada la inestabilidad política y económica que provocaría la guerra en Colombia a las naciones del mundo. De hecho, por medio de ese tratado, Roosevelt envió tropas norteamericanas a Colón, pero Marroquín jamás protestó por la violación a la soberanía colombiana.

Secretamente Marroquín acordó con Roosevelt el desembarco de los marines estadounidenses en la zona para adherir a estos a la causa antiliberal, lo que favoreció los deseos independentistas de los panameños.

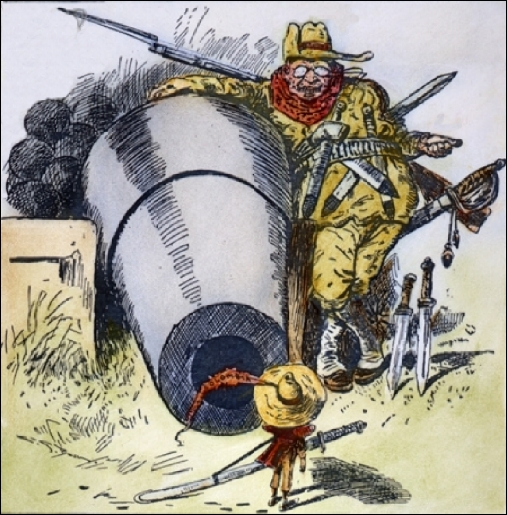
Vete pequeñín, y no me molestes, caricatura del New York Times, 1903

Pese a la solicitud del general Herrera para que se declarara neutrales las ciudades panameñas de Colón y Panamá, y la zona férrea de la región y así evitar la polarización, Marroquín se negó. El gobierno colombiano entonces tuvo que lidiar con las guerrillas separatistas del istmo hasta que éstas proclamaron el 3 de noviembre de 1903 la separación de Panamá de Colombia mediante carta de notificación al canciller Felipe F. Paul, ubicando buques de guerra en territorio panameño a fin de evitar una respuesta militar de Colombia.

##### Consecuencias
La pérdida del istmo representó una derrota económica para el país, que entró en una profunda recesión además de la guerra que estaba viviendo. Pese a esta vergüenza nacional, los liberales decidieron reconciliarse con el gobierno conservador para unir fuerzas y juntos intentar recuperar el control de la zona, pero nunca se dio la anhelada unión. 
El fracaso del gobierno, sin embargo, derivó en tres intentos infructuosos por recuperar la zonaː Primero, Marroquín protestó ante la comunidad internacional por la intervención estadounidense en Panamá, pero la comunidad internacional estaba más interesada en los beneficios del canal interoceánico que en la violación de la soberanía colombiana; segundo, envió a Rafael Reyes a la zona con un ejército dispuesto a recuperar la zona por la fuerza, pero los estadounidenses enviaron el barco SS Mayflower (PY-1); y tercero, el Congreso ofreció a Estados Unidos la ratificación del Tratado Herrán-Hay, pero el gobierno estadounidense se mostró inflexible con los agentes diplomáticos de Reyes, y concluyeron que Marroquín esperaba una indemnización más alta de la que se había pactado en el tratado.

#### Controversias
Durante su mandato se llevó a cabo gran parte de la Guerra de los Mil Días y la Separación de Panamá de Colombia, lo que lo convierte en uno de los peores presidentes de Colombia, pese a que por cuenta propia intento profundizar en otros asuntos como, naturalmente, la educación, ya que era un hombre de letras, no un político. Los historiadores actuales concluyen que su nula experiencia política y el influjo que ejerció Caro en su gobierno fueron determinantes de su desastroso período.
De acuerdo con los historiadores, de haberse aceptado el Tratado Herrán-Hay, Colombia no hubiese perdido Panamá, dada la buena trayectoria de cancilleres que ha tenido el país y quienes hubiesen logrado renegociar el acuerdo con los estadounidenses décadas después. La buena acogida de Marroquín no se pudo imponer a la negativa de Caro, quien puso al Senado en su contra. Las labores diplomáticas de Marroquín no ayudaron mucho a mejorar la situación, ya que se sabe que envió a dos delegados a la zonaː su canciller Carlos Martínez Silva, y su ministro de Guerra, José Vicente Concha; y a ambos, insólitamente los desautorizó.
Al respecto de la situación de abandono en que estaba Panamá, se sabe que el presidente Marroquín nunca conoció el mar, lo que demuestra el poco interés que tenía en apersonarse de la situación en el lugar de los hechos. No sólo eso era cierto, sino que se sabía que Marroquín jamás había salido de su natal Bogotá, por lo que tenía poco o nulo conocimiento de la geografía del país que estaba intentando gobernar. En conclusión, varios autores insisten en que, dada su falta de visión política, se dedicó a gobernar el país como se se tratara de una de las haciendas que hábilmente administraba.

### Postpresidencia
Marroquín, luego de terminado su tortuoso período, dejó el cargo y se dedicó a la enseñanza, alejándose de la política permanentemente. Se recuerda su infame frase al final de su gobiernoː

"Yo no sé de qué se quejan. Recibí un país y les devuelvo dos."
José Manuel Marroquín, 1904.

José Manuel Marroquín murió en Bogotá, Colombia, el 19 de septiembre de 1908, a los 81 años. Fue enterrado en el cementerio central de la ciudad, en donde reposan sus restos en la actualidad.

## Familia

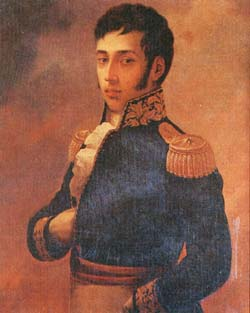
Nariño, el tío abuelo de Marroquín.

José Manuel Marroquín era hijo de dos importantes hacendados de Cundinamarca y descendía de importantes políticos que fueron claves en la Independencia de Colombia. 

### Ascendencia
Su padre era José María Marroquín Moreno, quien estaba casado con Trinidad Ricaurte Nariño.
Trinidad era sobrina por línea materna del humanista y prócer de la Independencia colombiana, Antonio Nariño Álvarez, por ser hija de la hermana de Nariño, María Dolores Nariño Álvarez. Nariño era así mismo el padrino de bodas de María Dolores y su esposo. A su vez, Trinidad era hija del abogado de la Real Audiencia, José Antonio Ricaurte.
Así mismo, Trinidad era pariente del compañero de armas de Nariño, Antonio Ricaurte Lozano, héroe de la Independencia colombiana al servicio de Simón Bolívar. Ricarte pertenecía a una importante familia de militares y nobles criollos, ya que además era sobrino del marqués de San Jorge, Jorge Miguel Lozano, y primo del hijo de Lozano, Jorge Tadeo Lozano.

### Matrimonio y descendencia
José Manuel Marroquín contrajo matrimonio con su prima Matilde Osorio Ricaurte, hija de su tía materna Antonia Ricaurte Nariño. Con Matilde, Marroquín tuvo a sus nueve hijosː Antonia, Andrés, Lorenzo, Inés, José Manuel, María Rosa, José María, María Rita y María Josefa Marroquín Osorio.
Su hijo varón mayor y segundo en nacer, Andrés, fue alcalde de Bogotá entre 1914 y 1917; su tercer hijo, Lorenzo, fue poeta al igual que su padre, y sirvió también como diplomático de varios gobiernos del Partido Conservador; y su quinto hijo, José Manuel, un sacerdote católico que llegó a ser obispo.

## Obras
- 1896 Blas Gil
- 1897 El Moro
- 1897 Entre primos
- 1898 Amores y leyes

Poesía
- La Perrilla
- La serenata
- El cauce del río
- La vida del campo
- La vida y la muerte
- Ahora que los ladros perran
- Estudios sobre la historia Romana
- También realizó colaboraciones con la revista Biblioteca de Señoritas, donde publicó varios poemas.

Tratados
- 1858 Tratado completo de las variedades de bareto castellano
- 1858 Tratado nemotécnico de Ortografía Castellana
- 1886 Lecciones de urbanidad
- 1908 Historias, cuentos y otros escritos viejos
- 1915 Don José Manuel Marroquín íntimo
- 1929 Discursos académicos y otros escritos sobre filología y corrección del lenguaje

Diccionario
- Diccionario ortográfico